# Giel Foubert
Giel-Frédéric Foubert (21 februari 1998), beter bekend als Monnik Giel, is een Belgische boeddhistische monnik uit Sint-Laureins. In 2013 werd een reportage uitgezonden over Fouberts plannen om op jonge leeftijd vanuit België naar India te vertrekken en daar een opleiding als monnik te genieten. Dit leidde destijds tot veel ophef en juridische procedures, maar uiteindelijk wist hij zijn plannen toch door te zetten.

## Vroege jeugd
Foubert mocht als kind zelf bepalen wanneer hij naar school ging (voor de leerplicht). Hij zat op drie scholen, waar hij meermaals geconfronteerd werd met pesterijen en geweld. Vanaf de vijfde klas hield zijn moeder hem hierom thuis. Eind 2013 maakte hij plannen om in India een opleiding tot monnik te volgen en zijn leven als leek in België achter te laten, omdat hij er was "achter gekomen dat dat niet gelukkig maakt". Fouberts moeder beoefende al sinds de jaren negentig het Tibetaans boeddhisme, en haar zoon leerde ook over het boeddhisme terwijl hij thuis onderwijs kreeg.

## Reportage en controverse
De Belgische televisiejournaliste Cathérine Moerkerke volgde hem enkele dagen voor het televisieprogramma Telefacts en zond hierover op 10 september 2013 een reportage uit. Kinderrechtencommissaris Bruno Vanobbergen had in de reportage aangegeven dat de beslissing "uitzonderlijk" was, "maar daarom niet verkeerd". Als Foubert zelf de opleiding in India wilde volgen, dan was dat toegestaan, alhoewel de casus volgens Vanobbergen wel vragen opriep. De reportage leidde tot hevige reacties in de pers en uiteindelijk tot een juridische strijd.
Toen Foubert kort na de reportage op het vliegtuig wilde stappen naar India, werd hem en zijn moeder te kennen te geven dat dat nog niet kon, omdat het parket van Gent vragen had. De rechter wilde met name weten of de beslissing naar India te gaan wel Fouberts eigen beslissing was en dat zijn moeder hem niet forceerde. Foubert zou ook een achterstand op school hebben. De situatie werd gecompliceerd door een uitspraak van een oom van Foubert dat de moeder haar zoon zou manipuleren. Deze oom bleek echter geen contact meer te hebben met Giel Foubert. Hoe het ook zij, het parket bezocht de familie Foubert en tegelijkertijd besliste de jeugdrechtbank dat de jongen naar India mocht vertrekken. Het parket ging tegen deze beslissing echter in beroep, en het hof van beroep liet een onderzoek voeren naar de leefsituatie van Foubert, waarbij mensen in zijn directe omgeving ondervraagd werden. Terwijl dit onderzoek nog niet was afgerond, besloot de jeugdrechter alsnog dat Foubert beschermd moest worden en liet hem in een observatiecentrum in De Waai in Eeklo opnemen. Daar moest Foubert elke week een paar uur met een psycholoog spreken. Na een maand daar te hebben verbleven, werd de conclusie getrokken dat "Giel gewoon perfect een normale jongen is", in de woorden van Moerkerke. Foubert mocht toch vertrekken, wat hij in november ook deed.
In de pers in Nederland werd dikwijls de vergelijking getrokken met de jonge zeilster  Laura Dekker, die met de Raad van Kinderbescherming in conflict kwam omdat ze op haar zestiende solo rond de wereld wilde zeilen. Fouberts moeder heeft hiervan echter gezegd dat de vergelijking niet opgaat, omdat Giel in India onder bescherming wordt geplaatst van volwassenen en nog steeds een opleiding geniet.

## Begin opleiding in India
Fouberts uiteindelijke doel was de opleiding tot monnik in het Jonang Takten Phuntsok Choeling-klooster in Sanjauli, Shimla, in het noorden van India op de grens met Tibet. In januari 2014 werd hij tot monnik gewijd. Hij draagt de dharmanaam Lobsang Nyima, hetgeen "warmhartige zon" betekent. Zijn intentie is om minstens vijftien jaar in India te blijven tot zijn opleiding als monnik en leermeester (tulku) is afgerond. Voor hij aan de eigenlijke twaalfjarige opleiding tot tulku begint, moet hij namelijk eerst drie jaar Tibetaans leren. Naast Tibetaans leren, zal hij een leven leiden van "boeddhistische filosofie, mediteren, yoga, contempleren en debatteren", in de woorden van Foubert zelf. Foubert heeft na zijn verblijf in India aangegeven dat het hem tijd heeft gekost zich aan te passen aan een meer eenvoudige levenswijze, maar hij heeft geen enkele spijt over zijn beslissing. Hij bezoekt nu en dan nog wel zijn moeder en vrienden in België en communiceert nog met België via Twitter-berichten.
In de Tibetaans-boeddhistische traditie is Foubert erkend als een reïncarnatie van een overleden tulku.

## Nasleep
Ondanks de uitspraak van Justitie, bleek naderhand dat Foubert per abuis nog steeds gemarkeerd stond in internationale elektronische systemen als iemand die niet de grens over kon. Hierdoor werd Foubert in 2013 en nogmaals in 2015 vele uren op het vliegveld opgehouden.